# Sztavropoli Tanácsköztársaság
A Sztavropoli Tanácsköztársaság (oroszul: Ставропольская Советская Республика ,Stavropol’skaja Sovetskaja Respublika) (1918. január 1. – július 7.) az Oroszországi Szovjet Szövetségi Szocialista Köztársaság egyik tagállama volt, székhelye Sztavropol. 1918. július 7-én beolvasztották az Észak-kaukázusi Tanácsköztársaságba.

## Fordítás
Ez a szócikk részben vagy egészben  a   Stavropol Soviet Republic című angol Wikipédia-szócikk ezen változatának fordításán alapul.  Az eredeti cikk szerkesztőit annak laptörténete sorolja fel. Ez a jelzés csupán a megfogalmazás eredetét és a szerzői jogokat jelzi, nem szolgál a cikkben szereplő információk forrásmegjelöléseként.